# Jangon
Jangon (burmansko ရန္ ကုန္, MLCTS: rankun mrui, izgovarjava: [jàɴɡòʊɴ mjo̰], znano tudi kot Rangun, pomeni »konec prepira«) je nekdanja prestolnica Burme (Mjanmarja) in glavno mesto regije Jangon. Jangon je največje mesto v državi. V njem živi več kot pet milijonov prebivalcev in je najpomembnejše trgovsko središče, čeprav je vojaška vlada marca 2006 uradno preselila glavno mesto v Nepjido.
Čeprav je infrastruktura Jangona nerazvita v primerjavi s podobnimi drugimi večjimi mesti v jugovzhodni Aziji, ima danes največ kolonialnih stavb v regiji. Čeprav so bile mnoge visoke stanovanjske in poslovne stavbe zgrajene ali obnovljene v središču mesta v zadnjih dveh desetletjih, je večina satelitskih naselij, ki sestavljajo prstan okoli mesta, še naprej močno osiromašena.

## Etimologija
Beseda Jangon je kombinacija dveh besed: yan, ki pomeni "sovražniki", in  koun, ki pomeni "zmanjkati". Prevajajo tudi "konec prepira". Beseda "rangoon" najverjetneje  izvira iz britanskega posnemanja izgovarjave besede "yangon" v arakanščini [rɔɴɡʊɴ].

## Zgodovina
Jangon je ustanovilo ljudstvo Mon kot Dagon (danes mestna četrt) v začetku 11. stoletja (okoli 1028–1043), ki je v tistem času prevladovalo v Spodnji Burmi. Dagon je bilo majhno ribiško mestece s središčem približno tam, kjer stoji pagoda Švedagon. Leta 1755 je kralj Alaungpaja osvojil Dagon, ga preimenoval v "Jangon" in mu priključil nekaj okoliških naselij. Britanci so zasedli Jangon med prvo angleško-burmansko vojno (1824–1826), vendar so ga po njej vrnili v burmansko upravljanje. Mesto je bilo leta 1841 uničeno zaradi požara.

### Kolonialni Rangun
Britanci so zasegli Jangon in celotno Spodnjo Burmo v drugi angleško-burmanski vojni leta 1852 ter ga nato preoblikovali v trgovsko in politično središče britanske Burme. Po indijskem uporu leta 1857 so Britanci v Jangon poslali šaha Bahadurja II., zadnjega mogulskega cesarja. Na podlagi načrtov vojaškega inženirja poročnika Alexandra Fraserja so Britanci zgradili novo mesto na omrežju zemljišč v delti, omejeno na vzhodu s potokom Pazundaung Creek, na jugu in zahodu pa z reko Jangon. Jangon je postal prestolnica britanske Burme, potem ko so Britanci v tretji angleško-burmanski vojni leta 1885 zasedli še Zgornjo Burmo. Do leta 1890 se je prebivalstvo Jangona povečalo in trgovina je pripomogla, da so nastala uspešna stanovanjska predmestja na severu Kraljevega jezera (Kandodži) in jezera Inja. Britanci so zgradili bolnišnice, tudi Splošno bolnišnico Rangun, šole, univerzo.
Kolonialni Jangon je bil s svojimi prostornimi parki in jezeri ter mešanico sodobnih stavb in tradicionalne lesene arhitekture znan kot "mesto vrtov na vzhodu". Do začetka 20. stoletja je imel Jangon javne storitve in infrastrukturo na ravni Londona. 
Pred drugo svetovno vojno je bilo v Jangonu približno 55 % prebivalstva Indijcev ali iz južne Azije, le približno tretjina je bila Burmancev (Bamarcev). Preostali so bili Kareni, Kitajci, Angloburmanci in drugi.
Po prvi svetovni vojni je Jangon postal središče burmanskega gibanja za neodvisnost z levičarskimi študenti Rangunske univerze. Tri vsesplošne stavke zoper britanski imperij  leta 1920, 1936 in 1938 so se začele v Jangonu.
Jangon je bil tri leta pod japonsko zasedbo (1942–1945). Med drugo svetovno vojno je bil zelo poškodovan. Mesto so maja 1945 osvobodili zavezniki.
4. januarja 1948, ko je država ponovno postala neodvisna, je Jangon je postal prestolnica Burmanske unije.

### Sodobni Jangon
Kmalu po osamosvojitvi Burme leta 1948 je bilo veliko kolonialnih imen ulic in parkov zamenjanih z  domačimi burmanskimi imeni. Leta 1989 je takratna vojaška hunta  angleško ime mesta (Rangun) spremenila v "Jangon" skupaj s številnimi drugimi spremembami imen, ki so bila v angleški transkripciji (mnogi Burmanci so s tem niso strinjali, češ da hunta tega ne sme, sprememb niso upoštevali v številnih publikacijah, novicah, predvsem BBC in tuje države, vključno z Združenim kraljestvom in Združenimi državami). 
Od osamosvojitve dalje se je Jangon navzven zelo razširil. Zaporedne vlade so zgradile satelitska mesta, kot so Taketa, Severna Okalapa in Južna Okalapa v 1950-tih, Hlaingtaja, Švepjita in Južni Dagon v 1980-tih. Danes Veliki Jangon zajema območje, ki obsega skoraj 600 kvadratnih kilometrov.
Med Ne Vinovo osamitvijo (1962–1988) se je infrastruktura Jangona zaradi nevzdrževanja poslabšala in se ni prilagajala naraščanju prebivalstvu. Leta 1990 je politika bolj odprtega trga trenutne vojaške vlade pritegnila domače in tuje naložbe. S tem se je nekoliko izboljšala infrastruktura mesta. Številne stavbe iz kolonialnega obdobja so porušili, da bi naredili prostor za visoke hotele, poslovne stavbe in nakupovalna središča, mestna uprava pa je leta 1996 približno 200 opaznih stavb iz kolonialnega obdobja zavarovala kot dediščino. Zgrajenih je bilo šest novih mostov in pet novih avtocest, ki povezujejo mesto z industrijo v zaledju. Kljub temu pa je velik del mesta ostal brez osnovnih komunalnih storitev, kot je elektrika in redno zbiranje smeti.
Jangon je od osamosvojitve dalje postajal veliko bolj pisan po svoji etnični podobi z avtohtonimi Burmanci. Po osamosvojitvi so mnogi južni Azijci in Angloburmanci postali levičarji. V šestdesetih so morali mnogi oditi zaradi ksenofobične vlade Ne Vina. Kljub temu pa je v Jangonu še vedno precej pripadnikov južnoazijske in kitajske skupnosti. Angloburmanci so izginili, potem ko so zapustili državo ali se asimilirali z drugimi burmanskimi skupinami.
Jangon je bil leta 1974, 1988 in 2007 središče velikih protivladnih protestov. Leta 1988 je ljudstvo vstajajoče moči povzročilo smrt na stotine, če ne tisoče burmanskih civilistov. Med oranžno revolucijo so bila množična streljanja in z uporabo krematorijev v Jangonu je burmanska vlada izbrisala dokaze o svojih zločinih nad menihi, neoboroženimi protestniki, novinarji in študenti. Mestne ulice so bile krvave vsakič, ko je vlada streljala na protestnike.
Maja 2008 je ciklon Nargis dosegel Jangon. Bilo je nekaj človeških žrtev, uničene ali poškodovane pa je bilo tri četrtine industrijske infrastrukture v Jangonu, izgube so bile ocenjene na 800.000.000 ameriških dolarjev.
Novembra 2005 je vojaška vlada imenovala Nepjido, 320 kilometrov severno od Jangona, za novo upravno središče in nato preselila precejšen del vlade v na novo zgrajeno mesto. Jangon pa je ostal največje mesto in najpomembnejše trgovsko središče Mjanmarja.

## Geografija
Jangon leži v Spodnji Burmi (Mjanmar) ob sotočju rek Jangon in Bago, približno 30 km od zaliva Martaban na 16° 48' severno, 96° 09' vzhodno. Njegov standardni časovni pas je UTC / GMT +6 ur in pol.

### Podnebje
Po klasifikacijskem podnebnem sistemu KÖPPEN ima Jangon tropsko monsunsko podnebje. Deževna doba je od maja do oktobra, ko pade velika količina padavin. Suha doba traja od novembra do aprila, ko je malo padavin. Med letom povprečne temperature kažejo le malo nihanj s povprečnimi zgornjimi mejami med 29 in 36 °C in povprečnimi spodnjimi mejami med 18 in 25 °C.

## Mesto
Do sredine leta 1990 je Jangon ostal večinoma v svojem tradicionalnem okolju polotoka med rekami Bago, Jangon in Hlaing. Zemljevid iz leta 1944 kaže le malo razvoja severno od jezera Inja. Od leta 1980 pa se je mesto začelo hitro širiti proti severu, kjer je zdaj mednarodno letališče Jangon. Mesto se je širilo, tudi središče, iz svojega geografskega središča. Območje mesta se je enakomerno povečalo z 72,52 kvadratnega kilometra v letu 1901 na 86,2 kvadratnega kilometra v letu 1940, 208,51 kvadratnega kilometra leta 1974 do 346,13 kvadratnega kilometra v letu 1985 in 598,75 kvadratnega kilometra leta 2008.

### Arhitektura
Središče Jangona je znano po svojih ozelenjenih avenijah in arhitekturi fin-de-siècla. Nekdanje britansko kolonialno glavno mesto ima največ stavb iz kolonialnega obdobja v jugovzhodni Aziji. Središče Jangona ima še vedno mnoge razpadajoče kolonialne stavbe. Nekdanji High Court (najvišji sodni forum in končno pritožbeno sodišče), nekdanja stavba sekretariata, nekdanja visoka angleška šola svetega Pavla in Strand Hotel so odlični primeri te pretekle dobe. Večina stavb v središču je iz tega obdobja, so štirinadstropne ter v mešani stanovanjski in poslovni uporabi, imajo 4,3 m visoke strope, ki omogoča gradnjo mezanina. Kljub bolj slabemu stanju ostajajo stavbe zelo iskane in najdražje na nepremičninskem trgu. 
Leta 1996 je Odbor za razvoj mesta Jangon sestavil seznam mestne dediščine s starimi zgradbami in objekti, ki jih ni mogoče spreminjati ali podreti brez odobritve. Leta 2012 je mesto Jangon uvedlo 50-letni moratorij na rušenje stavb, starejših od 50 let. Yangon Heritage Trust je nevladna organizacija s Tant Mjint-U-jem na čelu, ki ima za cilj ustvariti območja dediščine v središču mesta in pritegniti investitorje za obnovo stavb za komercialno uporabo.
Iz poznejših dni je osemnadstropna stanovanjska gradnja v mestu, ki se kaže po mestu v različnih oblikah. Taki bloki zagotavljajo sorazmerno poceni stanovanja za mnoge Jangončane (v Jangonu pravijo, da se stavba brez dvigala imenuje stanovanjska zgradba, z enim dvigalom pa kondominij). Vlagati so morali v generator lokalne moči, da bi zagotovili 24-urno električno energijo, zato si večina Jangončanov stanovanj z dvigali ne more privoščiti). Stanovanja so običajno v osmih nadstropjih (s pritličjem vred) predvsem zato, ker so mestni predpisi do februarja 2008 zahtevali, da vse stavbe, višje od 23 m ali osem nadstropij, namestijo dvigala. Sedanji predpis zahteva dvigala v stavbah, višjih od 19 m ali šest nadstropij. Čeprav je bila večina stanovanjskih blokov zgrajena šele v zadnjih 20 letih, so videti veliko starejša zaradi slabe gradnje in pomanjkanja ustreznega vzdrževanja.
V primerjavi z drugimi večjimi azijskimi mesti Jangon nima nebotičnikov. Razen nekaj visokih hotelov in uradov v središču je večina visokih stavb (običajno 10-nadstropnih in več) "stanovanj" razpršena po uspešnih soseskah severno od središča mesta, kot so Bahan, Dagon, Kamajut in Majangon. Najvišja stavba v Jangonu, Pjaj Gardens, je 25-nadstropna stanovanjska stavba na severu mesta.
Starejša satelitska naselja, kot so Taketa, Severna Okalapa in Južna Okalapa, imajo večinoma eno- do dvenadstropne samostojne hiše z dostopom do mestnega električnega omrežja. Novejša satelitska naselja, kot sta Severni in Južni Dagon, so še vedno v bistvu predmestje. Satelitska naselja, stara ali nova, dobivajo le malo ali nič komunalnih storitev.

### Ceste
Vzhodno-zahodni postavitvi središča Jangona sledi vzorec omrežja cest, ki temelji na štirih vrstah cest:
- širina ceste 49 m - cesta teče od zahoda na vzhod
- širina ceste 30 m - cesta teče od juga proti severu
- dvosmerne 9,1 m široke ulice tečejo od juga proti severu
- 15 m široke ulice tečejo od juga proti severu

Razporeditev vzhod-zahod sta določila britanska vojaška inženirja Fraser in Montgomerie po drugi angleško-burmanski vojni. Mestni oddelek za javna dela in Bengal Corps of Engineers sta nato nadaljevala razvoj. Vzorec cest od juga proti severu je naslednji: ena 30 m široka cesta, dve ozki ulici, ena srednje široka ulica, dve ožji ulici, nato spet 30 m široka cesta. To se ponovi od zahoda proti vzhodu. Ozke ulice so oštevilčene, srednje in široke ceste so poimenovane.
Ceste, ki potekajo vzporedno od zahoda proti vzhodu, so Strand Road, Merchant Road, Maha Bandula (prej Dalhousie) Road, Anavrata (prej Fraser) road, Bogjoke Aung San (prej Montgomerie) Road.

### Parki in vrtovi
Največji in najbolje urejeni parki v Jangonu so okoli pagode Švedagon. Na jugovzhodu pozlačene stupe je najbolj priljubljeno rekreacijsko območje v mestu - jezero Kandodži. 61 ha veliko jezero je obdano s Krajinskim parkom Kandodži, velikim 45 ha, in živalskim vrtom, velikim 28 ha, ki ga sestavljajo živalski vrt, akvarij in zabaviščni park. Zahodno od pagode proti nekdanjemu kompleksu Hluto (Hluttaw) (parlament) sta ljudski vrt in park, velik 53 ha (ob pomembnih državnih praznikih so bile tu parade, ko je bil Jangon še glavno mesto), nekaj kilometrov severno od pagode je 15 ha velik park jezero Inja - najljubše mesto študentov in znan romantični kraj Burmancev.
Narodni park Hloga (Hlawga) in Vojaško pokopališče Taukjan (Allied War Memorial) sta na obrobju mesta in zanimivi izletniški točki.

## Uprava
Jangon upravlja Mestni odbor za razvoj Jangona (YCDC). Usklajuje tudi urbanistično načrtovanje. Mesto je razdeljeno na štiri okrožja, ki imajo skupno 33 mestnih četrti. Sedanji župan Jangona je Hla Mjint. Vsako okrožje upravlja odbor voditeljev mestnih četrti, ki odloča o mestnem napredku in infrastrukturi. Mjo-tit ("nova mesta" ali satelitska mesta) niso v njihovi pristojnosti.
| Zahodno okrožje (center mesta)                                                                    | Vzhodno okrožje | Južno okrožje                                                                    | Severno okrožje                                                             |
| ------------------------------------------------------------------------------------------------- | --- | -------------------------------------------------------------------------------- | --------------------------------------------------------------------------- |
| - Ahlon - Bahan - Dagon - Kjauktada - Kjimjindaing - Lanmado - Lata - Pabedan - Sančaung - Seikan | - Botataung - Dagon Seikan - Vzhodni Dagon - Severni Dagon - Severna Okalapa - Pazundaung - Južni Dagon - Južna Okalapa - Tingandžun | - Mingala Taungnjunt - Dala - Dobon - Seikči Kanaungto - Tamve - Taketa - Jankin | - Insein - Hlaing - Hlaingtaja - Kamajut - Majangon - Mingaladon - Švepjita |

Jangon je član azijskega omrežja 21 velikih mest.

## Promet
Jangon je glavno središče Mjanmarja za domače in mednarodno letališče, železnico in prevoze po kopnem.

### Letalski promet
Mednarodno letališče Jangon, ki je 19 km oddaljeno iz središča mesta, je glavna vstopna točka v državo za domači in mednarodni letalski prevoz. Ima direktne lete v regionalna mesta v Aziji - predvsem, Dako, Hanoj, Ho Či Min, Hongkong, Tokio, Peking, Seul, Guangčou, Tajpej, Bangkok, Kuala Lumpur, Kunming in Singapur. Čeprav domače letalske družbe ponujajo storitve v približno dvajset domačih krajev, je večina letov v turistične kraje, kot so Bagan, Mandalaj, Heho in Ngapali in v prestolnico Nepjido.

### Železniški promet
Glavna železniška postaja Jangon je glavni terminal Mjanmarskih železnic, ki upravlja 5403 kilometre železniškega omrežja, ki dosega Zgornji Mjanmar (Nepjido, Mandalaj, Švebo), notranjost (Mjitkjina), gorovje Šan (Taundži, Lašio) in obalo Tanintaji (Maulamjaing, Davei).
Yangon Circular Railway obsega 45,9 kilometra z 39 postajami in povezuje satelitska naselja Jangona. Sistem v glavnem uporablja lokalno prebivalstvo (na dan prodajo okoli 150.000 kart). Priljubljenost primestnih prog je poskočila, saj je vlada v avgustu 2007 zmanjšala subvencije za bencin.

### Cestni promet
Jangon je imel po podatkih iz marca 2011 4456 kilometrov cestnega omrežja vseh vrst (asfaltna, betonska in neutrjena). Številne ceste so v slabem stanju in niso dovolj široke za večje število avtomobilov. Velika večina Jangončanov si ne more privoščiti avtomobila in se zanašajo na široko mrežo avtobusov. Imajo več kot 300 javnih in zasebnih avtobusnih prog s približno 6300 avtobusi okoli mesta, ki prevozijo več kot 4,4 milijona potnikov dnevno. Vsi avtobusi in 80 % taksijev v Jangonu vozi na stisnjen zemeljski plin (CNG) po vladnem  odloku iz leta 2005, da prihranijo denar za uvoz nafte. Iz Dagon Ayeyar Highway Bus Terminal vozijo avtocestni avtobusi v regijo Iravadska delta, Aung Mingala Bus Terminal Highway pa v druge dele države.
Prevoz z osebnimi avtomobili v Jangonu je zelo drag za večino državljanov. Vlada dovoljuje le nekaj tisoč avtomobilov vsakoletnega uvoza v državi z več kot 50 milijonov ljudi. Cene avtomobilov so v Mjanmarju med najvišjimi na svetu. Juliju 2008 sta dve najbolj priljubljeni znamki avtomobilov v Jangonu, 1986-1987 Nissan Sunny Super Saloon in 1988 Toyota Corolla SE Limited, stali v protivrednosti približno 20.000 oziroma 29.000 ameriških dolarjev. Nezakonito uvoženi neregistrirani avtomobili so cenejši približno za polovico v primerjavi z registriranimi. Kljub temu je uporaba avtomobila v Jangonu vedno večja, kar je znak naraščajočih dohodkov pri nekaterih, in že povzroča veliko prometnih zastojev na ulicah mesta. V letu 2011 je imel Jangon približno 300.000 registriranih motornih vozil poleg neznanega števila neregistriranih.
Od leta 1970 po vojaškem odloku avtomobili vozijo po desni strani ceste. Vlada pa ni predpisala odstranitve upravljanja avtomobilov, urejenih za vožnjo po levi strani ceste. Japonski rabljeni avtomobili, ki sestavljajo večino uvoza v državo, so zato še vedno urejeni za vožnjo po levi in jih nikoli ne preuredijo. Burmanski vozniki se morajo tako zanesti na svoje potnike, ko hodijo mimo drugih avtomobilov.
V mejah mesta Jangon je prepovedano voziti tricikle, kolesa in motorna kolesa. Od februarja 2010 je bilo tovornjakom pick up prepovedano voziti v šestih mestnih okrožjih središča Jangona, in sicer Lata, Lanmado, Pabedan, Čauktada, Botahtaung in Pazundaung. Maja 2003 je bila uvedena prepoved uporabe hupe v šestih okrožjih središča Jangona zaradi zmanjšanja onesnaževanja s hrupom. Aprila 2004 je bila prepoved razširjena na celotno mesto.

### Rečni promet
Jangon ima štiri glavne potniške pomole, vsi so v bližini središča mesta in jih v glavnem uporabljajo za lokalne trajekte čez reko do Dala in Tanljin in regionalne trajekte do delte Iravadi. 35 km dolg kanal Tvante je bil najhitrejša pot od Jangona do delte Iravadi do leta 1990, ko so zgradili ceste, ki so uporabne vse leto. Še vedno se uporabljajo potniški trajekti do delte in iz Zgornje Burme čez reko Iravadi, ki jih zdaj uporabljajo predvsem za turistična rečna križarjenja.

## Demografija
Jangon je najbolj naseljeno mesto v Mjanmarju, čeprav se ocene števila prebivalstva zelo razlikujejo (vsi podatki o prebivalstvu so previdevanja, ker uradnega popisa ni bilo od leta 1983). Ocena Združenih narodov je 4.350.000 v letu 2010, State Departmenta za leto 2009 pa 5,5 milijona. Ta je verjetno bližja realnemu številu. Število prebivalcev mesta po letu 1948 (predvsem avtohtonih Burmancev) iz drugih delov strmo narašča, selijo se v novozgrajena satelitska naselja. Priseljenci so ustanovili svoja regionalna združenja za  mreženje. Odločitev vlade, da premakne upravno mesto v Nepjido, je povzročila odliv neznanega števila javnih uslužbencev iz Jangona.
Jangon je najbolj narodno raznovrstno mesto v državi. Medtem ko so Indijci oblikovali rahlo večino pred drugo svetovno vojno, je danes večina prebivalstva burmanskega rodu. Obstajajo velike skupnosti Indijcev, južnih Azijcev in Kitajcev zlasti v tradicionalnih središčih sosesk. V mestu živi tudi precej ljudi Rakinov in Karenov.
Burmanščina je glavni jezik v mestu. Angleščina je na drugem mestu pri izobražencih. V zadnjih letih pa je zaradi čezmorskih zaposlitvenih možnosti občutiti večje zanimanje tudi za druge jezike.

## Gospodarstvo
Jangon je glavno središče v državi za trgovino, industrijo, nepremičnine, medije, zabavo in turizem. Mesto samo predstavlja približno petino državnega gospodarstva. Po uradnih statističnih podatkih za poslovno leto 2010-2011 je bila velikost gospodarstva regije Jangon 8.930.000.000.000 čatov ali 23 % BDP-ja. 
Mesto je glavno trgovsko središče Spodnje Burme za vse vrste blaga, od osnovnih živil do rabljenih avtomobilov, čeprav trgovino še vedno ovirata zelo nerazviti bančni sektor in komunikacijska infrastruktura. Bajinaung je največja tržnica na debelo v državi za riž, fižol in stročnice ter druge kmetijske izdelke. Veliko uvoznih in izvoznih predmetov gre skozi pristanišče Tilava, ki je največje in najbolj obremenjeno pristanišče v Mjanmarju. Na voljo je tudi veliko neformalne trgovine, zlasti na tržnicah in uličnih stojnicah. 17. junija 2011 je YCDC napovedal, da je uličnim prodajalcem, ki so prej smeli trgovati do 15. ure, treba prepovedati prodajo na ulicah in dovoliti, da prodajajo samo v mestnih občinah, v katerih prebivajo, verjetno zaradi urejanja podobe mesta. 1. decembra 2009 so mestne oblasti prepovedale uporabo plastičnih vrečk iz polietilena visoke gostote.
V predelovalnih dejavnostih je veliko zaposlenih. Okoli Jangona je najmanj 14 lahkih industrijskih obmčij, ki neposredno zaposlujejo več kot 150.000 delavcev v 4300 tovarnah (stanje 2010). Mesto je središče oblačilne industrije države, ki je v ZDA izvozila za 292.000.000 dolarjev v proračunskem letu 2008/9. Več kot 80 odstotkov delavcev v tovarnah v Jangonu dela vse dneve, mlajše ženske med 15 in 27 let prihajajo s podeželja, da bi našle boljše življenje. Proizvodnja ima dva strukturna problema: kronično pomanjkanje energije in politični problemi (gospodarske sankcije). V letu 2008 bi v Jangonu samo 2500 tovarn potrebovalo približno 120 MW moči; celotno mesto je prejelo le okoli 250 MW od potrebnih 530 MW. Kronično pomanjkanje energije omejuje čas obratovanja tovarn med 8. in 18. uro.
Gradbeništvo je pomemben vir zaposlovanja. Na gradbeno industrijo je preselitev državnega aparata in javnih uslužbencev v Nepjido slabo vplivala. Novi predpisi, uvedeni avgusta 2009, zahtevajo, da gradbeniki zagotovijo vsaj 12 parkirnih mest v vsaki novi stolpnici. Od januarja 2010 se je število novih stolpnic v obdobju 2009-2010 zmanjšalo na 334 v primerjavi s 582 v letih 2008 in 2009.
Turizem je pomemben vir deviz za mesto, čeprav je po jugovzhodnoazijskih standardih dejansko število tujih obiskovalcev Jangona vedno precej nizko (približno 250.000 pred oranžno revolucijo v septembru 2007), po oranžni revoluciji in orkanu Nargis pa se je še bolj zmanjšalo. Nedavno izboljšanje političnega ozračja v državi je pritegnilo več poslovnežev in turistov. Na mednarodnem letališču Jangon je v letu 2011 pristalo med 300.000 in 400.000 potnikov. Po več letih nezadostnega vlaganja je hotelov malo, le 3000 od skupaj 8000 hotelskih sob v Jangonu je "primernih za turiste", kar ne zadošča več povpraševanju. Na obrobju Jangona je bilo načrtovano hotelsko območje, ki bi ga zgradili na zemljiščih, ki so v vladni in vojaški lasti, in sicer v Mingaladonu, Hleguju in Htaučantu.

## Izobraževanje
Mjanmar je med državami, ki najmanj porabi za izobraževanje na svetu. Ocena Mednarodnega inštituta za strateške študije s sedežem v Londonu 2007 kaže, da porabijo za izobraževanje le 0,5 odstotka državnega proračuna. Razlika v izobraževalnih priložnostih za bogate in revne je precej očitna tudi v mestu. Zaradi majhne državne pomoči ali brez nje so šole odvisne od prisilnih "donacij" in različne pristojbine staršev za skoraj vse: vzdrževanje šole, plače učiteljev, kar sili mnoge revne študente, da prekinejo šolanje.
Medtem ko mnogi študenti v revnih okrožjih ne končajo srednje šole, peščica jangonskih visokih šol v bogatejših okrožjih zagotavlja večini študentov sprejem na najuglednejše univerze v državi, kar pomeni, da revni in nadarjeni nimajo veliko možnosti. Premožni obvodni sistem izobraževanja pošilja svoje otroke v zasebne angleške šole, kot je YIEC, ali v tujino (običajno Singapur ali Avstralijo). Leta 2008 je mednarodna šola v Jangonu stala najmanj 8000 ameriških dolarjev letno.
Jangon je sedež več kot 20 univerz in visokih šol. Medtem ko je Jangonska univerza najbolj znana (njen glavni kampus je del priljubljene burmanske kulture), je najstarejša univerza prikrajšana za dodiplomski študij. Po vstajah leta 1988 po vsej državi je vojaška vlada večkrat zaprla univerze in se je večina dodiplomskih študentov razpršila na nove univerze v predmestjih. Kljub temu pa so mnoge najboljše univerze v državi še vedno v Jangonu. Študenti iz vse države še vedno prihajajo študirat v Jangon, saj so nekateri predmeti na voljo le tukaj. University of Medicine 1, University of Medicine 2, Yangon Technological University, University of Computer Studies and Myanmar Maritime University so najboljše v državi.

## Znamenitosti

### Pagode
- Pagoda Švedagon
- Pagoda Sule
- Pagoda Botataung
- Pagoda Čauk Htat Dži
- Tempelj Čauktodži
- Pagoda Kaba Aje

### Rekreacija
- Taukjan, vojaško pokopališče
- Tržnica Bodžoke
- Jezero Inja (prej jezero Victoria)
- Jezero Kandodži (prej Kraljevo jezero)
- Narodni park Hloga
- Park Maha Bandula
- Ljudski vrt in ljudski park
- Stolnica sv. Marije
- Univerza v Jangonu
- Zoološki vrt

### Muzeji in umetnostne galerije
- Narodni mjanmarski muzej
- Mjanmarski muzej dragih kamnov
- Bodžoke Aung San Museum
- Yangon Drugs Elimination Museum
- Planetarij

### Koncertne dvorane in gledališča
- Jangonsko narodno gledališče
- Myanmar Convention Centre

### Pobratena mesta
Jangon je pobraten  s temi mesti:
- Hošiminh, Vietnam (2012)[18]
- Kunming, Junan, Kitajska  (2008)
- Katmandu, Nepal
- Naning, Guangdži, Kitajska (2009)[19]
- Jangču, Jiangsu, Kitajska (1997)[20]
- Fučū, Tokio, Japonska
- San Francisco, ZDA (predlog in v pričakovanju) (2013)[21]

## Znani prebivalci mesta
- Aung San Su Či (burmansko Aung San Suu Kyi), političarka in borka za neodvisnost

## Galerija
- Pagoda Švedagon
- Pagoda Sule
- Jangon s pagodo Sule in reko Hlaindži v ozadju
- Mesto ponoči
- Palača Karaveik na jezeru Kandodži
- Pagoda Čauk Htat Dži
- Ngahatdži Buda
- Jangon
- Reka Džeti v Jangonu
- Mestna hiša iz parka Mahabandula
- Zgradba v središču mesta Jangon
- Draguljarska tržnica Bodžoke Aung San
- Trgovine
- Osnovna šola št. 6 Botataung (visoka šola svetega Pavla)
- Tindžan, Burmansko novo leto
- Spomenik neodvisnosti
- Višje sodišče v Jangonu
- Značilen azijski južnovzhodni pogled na mesto
- Vlak
- Avtobus
- Električni generatorji pred stanovanjskim blokom